# Centro di documentazione messapica
Il Centro di documentazione messapica è il più importante museo archeologico presente ad Oria, città in provincia di Brindisi. 
Ospitato presso Palazzo Martini, raccoglie numerosi reperti archeologici d'epoca messapica (i Messapi si insediarono in Puglia tra il VI ed il III secolo a.C.) rinvenuti già dal 1950, specialmente corredi funerari, tombe e vasellame. In passato il museo era ubicato nei pressi della Basilica Cattedrale.